# Bundesplatz (stacja metra)
Bundesplatz – stacja metra w Berlinie na linii U9, w dzielnicy Wilmersdorf, w okręgu administracyjnym Charlottenburg-Wilmersdorf.
Stacja metra została otwarta w 1971 r.